# Jean-François Leroy
Jean-François Leroy (Ronfeugeray, Athis-de-l'Orne, Normandía, 15 de febrero de 1915 - 8 de febrero de 1999) fue un botánico, filósofo, escritor francés.
Licenciado en Letras en 1938; sus estudios se interrumpen por un año de movilización a St. Maixent y a Marruecos, donde se habilita con brevedad de piloto militar, y con el azar de conocer al Profesor Auguste Chevalier, Director de la Cátedra de Agronomía Tropical en el Museo Nacional de Historia Natural de Francia, que le ofrece trabajar en su Laboratorio. Ese encuentro fue determinante y el que lo lleva a la Botánica, consagrándose con juego, fuego y pasión. Se especializó en Rubiaceae tropicales. Publicó entre Arts. y libros 225 trabajos.
Se licencia en Ciencias Naturales, en 1944, y su doctorado en 1954, con su tesis: "Études sur les Juglandaceae. À la recherche d'une conception morphologique de la fleur femelle et du fruit". Será Asistente, luego subdirector desde 1948 y profesor sin Cátedra en 1965 en el Laboratorio de Agronomía Tropical, orientado en la Botánica Aplicada. Trabajó con taxones enimgáticos como Rhoiptelea de China, y Canacomyrica de Nueva Caledonia.

## Algunas publicaciones
- 1996. Flore du Cambodge, du Laos et du Viêt-Nam: révision de la Flore générale de l'Indochine. Gymnospermae. Volumen 28. 166 pp. ISBN 2856541869
- 1993. Origine et évolution des plantes à fleurs: Les Nymphéas et le génie de la nature. Editor Masson, 524 pp. ISBN 2225839468
- 1985. Scrophulariacées. Volumen 21 de Flore du Cambodge, du Laos et du Viêtnam. Editor Muséum Nat. d'Histoire Naturelle, Laboratoire de Phanérogamie, 217 pp. ISBN 2856541739
- 1968. Les fruits tropicaux et subtropicaux. Volumen 237 de Que sais-je?. Editor Presses Universitaires de France, 128 pp.
- 1966. Darwin. Volumen 24 de Sabios del Mundo Entero. Editor Cid, 247 pp.
- 1960. Histoire de la notion de sexe chez les plantes: par Jean F. Leroy,... conférence faite au Palais de la découverte, le 5 décembre 1959. Editor Éditions du Palais de la découverte (Alençon, Impr. alençonnaise), 40 pp.
- 1953. Les fruits exotiques. Volumen 237 de Que sais-je?. Con Auguste Chevalier. 2.ª edición de Presses Universitaires de France, 126 pp.

- La abreviatura «J.-F.Leroy» se emplea para indicar a Jean-François Leroy como autoridad en la descripción y clasificación científica de los vegetales.[1]

En IPNI se poseen 239 registros de sus identificaciones y clasificaciones de nuevas especies, las que publicaba habitualmente en : Adansonia; Rev. Bot. Appliq.; Bull. Mus. Natl. Hist. Nat.; Bull. Soc. Bot. France; Journ. Agric. Trop. & Bot. Appliq.; Compt. Rend. Acad. Sci. Paris; Ass. Sci. Internat. Café; Bot. J. Linn. Soc.